# Biblioteca Daniel Cosío Villegas
La Biblioteca Daniel Cosío Villegas, también conocida por sus siglas BDCV, es una biblioteca universitaria, de investigación, especializada en ciencias sociales. Pertenece a El Colegio de México e inició sus labores en 1940. Posee una de las colecciones más destacadas en América Latina sobre ciencias sociales y humanidades. En 1976 se le dio el nombre que tiene actualmente: el cual es un homenaje a uno de sus fundadores y también presidente de El Colegio, Daniel Cosío Villegas.

## Historia
Los antecedentes de la biblioteca se remontan a La Casa de España en México, la cual sólo funcionó un año y medio y en 1940 cambió su nombre por El Colegio de México. Para 1939 la biblioteca era una colección de libros repartida entre varios miembros y colaboradores de La Casa de España. Estaba bajo el cargo de Francisco Giner de los Ríos (homónimo de su abuelo pedagogo y fundador de la Institución Libre de Enseñanza) y no fue hasta finales del año 1940 que se montó formalmente la biblioteca en la calle Pánuco 63.
La primera dirección de la biblioteca corrió a cargo del poeta exiliado Francisco Ginner (1939-1945). Gestionó las primeras adquisiciones bibliográficas, actividad que compaginaba con su labor como secretario particular de Alfonso Reyes y responsable de las primeras publicaciones editadas por el Fondo de Cultura Económica.
En un principio, el acervo estuvo compuesto principalmente por colecciones sobre filosofía y literatura, libros adquiridos por La Casa de España y por donaciones de bibliotecas mexicanas. Durante la gestión de Giner, la colección llegó a tener un poco más de 7000 volúmenes.
Para 1945, la biblioteca debió mudarse a su nuevo local, ubicado en la calle de Sevilla 30, en la que tuvieron que fusionarse la colección del Centro de Estudios Históricos (CEH) y la del Centro de Estudios Sociológicos (CES).
Después de la dirección de Francisco Giner de los Ríos, la biblioteca estuvo a cargo de la historiadora y bibliotecaria Susana Uribe y Ortiz de 1945 a 1965. Para el momento en que Uribe asumió la dirección, la biblioteca se encontraba ubicada en la esquina de las calles de Durango y Plaza Río de Janeiro, en la colonia Condesa. Para el final de la gestión de Uribe, la biblioteca contaba con una colección de más de 45 000 volúmenes.
Posteriormente, estuvieron a cargo de la dirección de la biblioteca: Ario Garza Mercado (1966-1989) y Álvaro Quijano Solís (1989-2003). Micaela Chávez Villa directora desde el 2004, recibió el homenaje al Bibliotecario en la Feria Internacional del Libro (FIL) de Guadalajara en el 2017, por su trayectoria destacada con más de 40 años en el ejercicio de esta profesión.

## Misión y visión

### Misión
Por medio de ofrecer servicios de información y desarrollo de sistemas innovadores, ser líder en el contexto global de la información.

### Visión
Ofrecer servicios de información de alta calidad y desarrollar sistemas y productos de información que contribuyan a mejorar la calidad de la investigación, docencia y aprendizaje.

## Colecciones

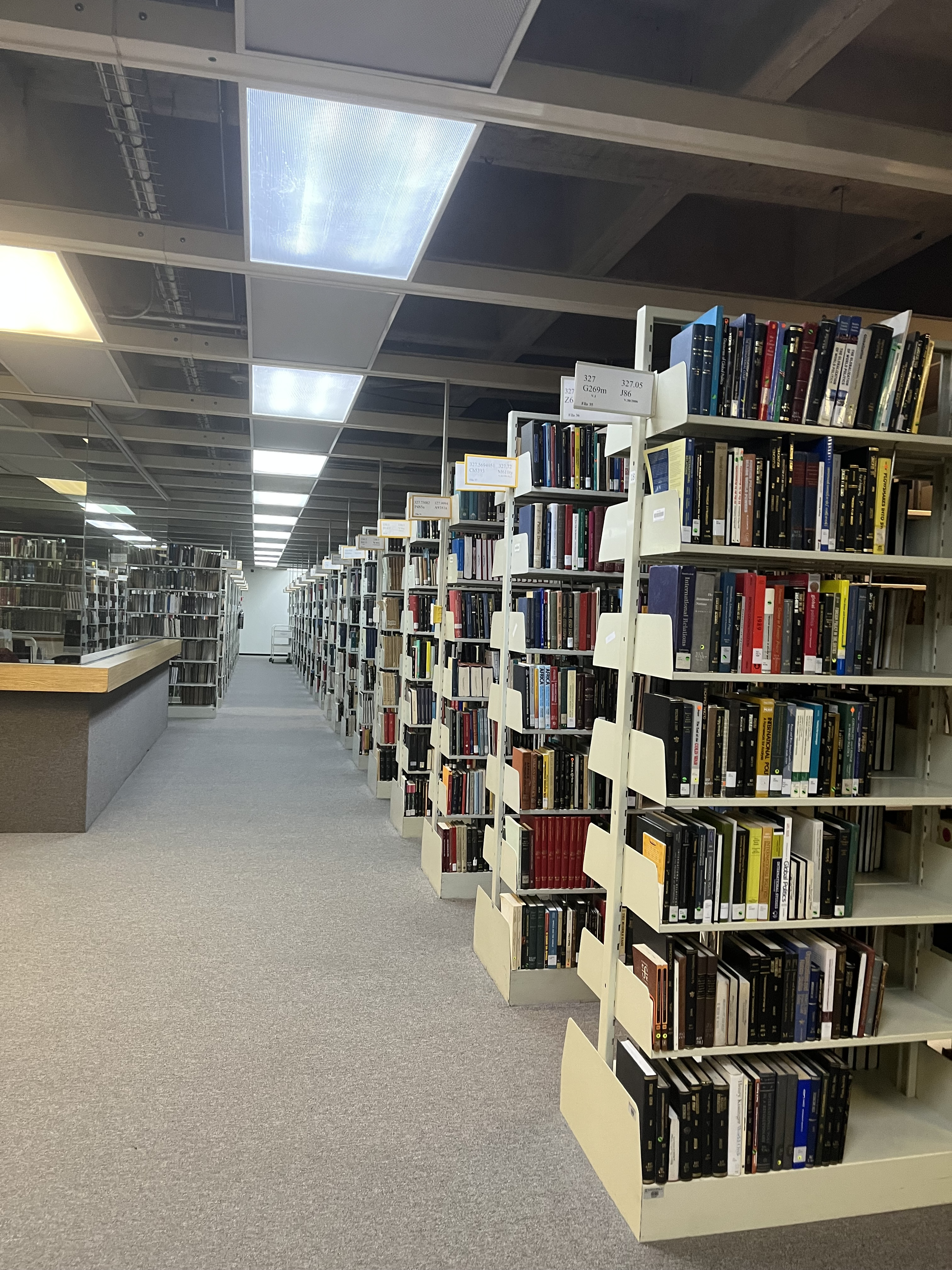
Estanterias en 2025.

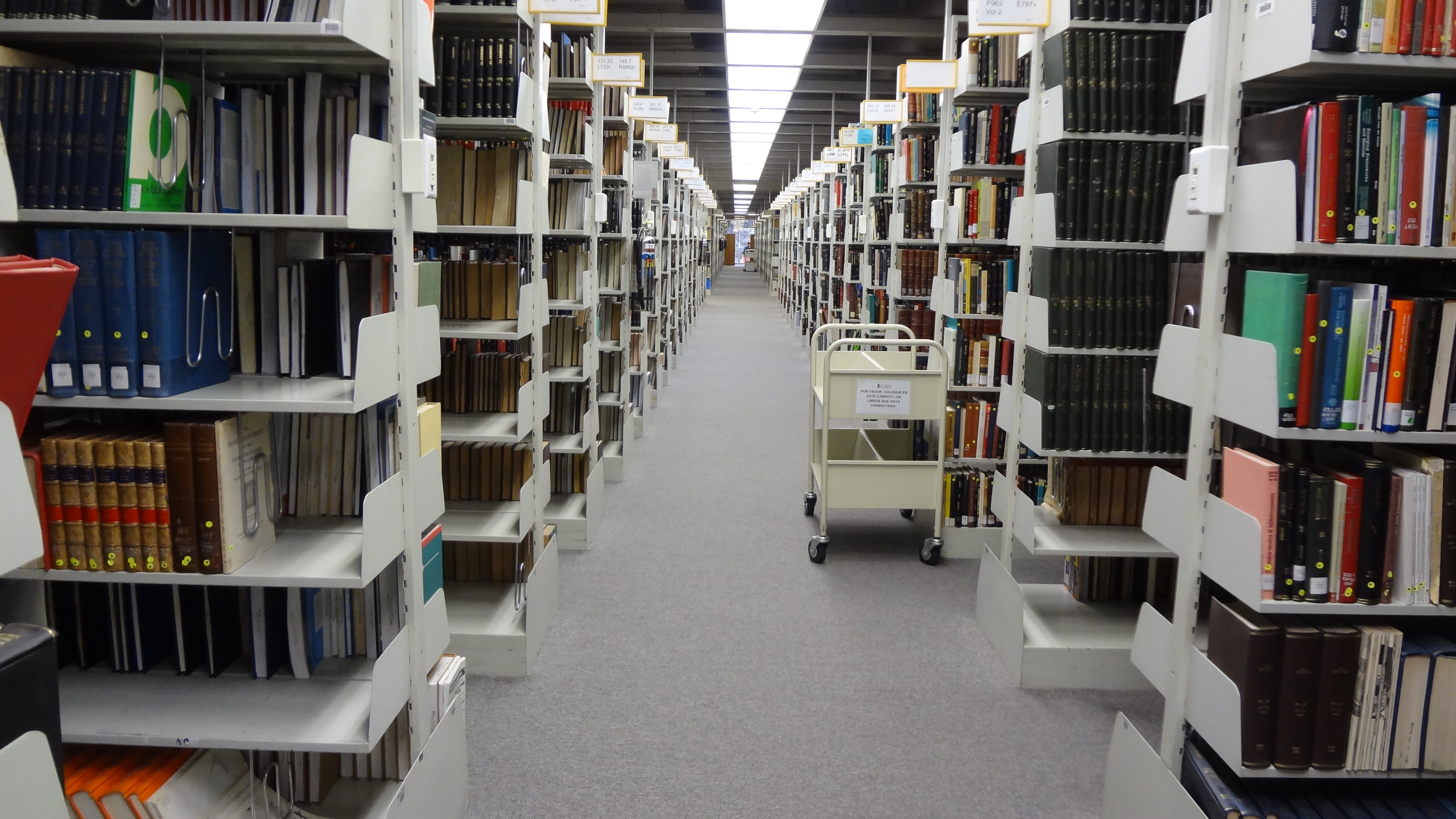
Estantería de la BDCV

A 2022, la biblioteca, con un acervo de más de 625 000 títulos de libros y folletos, y aproximadamente 770 000 volúmenes, posee una colección importante latinoamericana de Ciencias Sociales y Humanidades.

### Obras de referencia
La colección de obras de referencia está conformada por títulos en formato físico y digital. Entre los tipos de documentos con los que cuenta se encuentran:
- Bibliografías
- Enciclopedias
- Directorios
- Diccionarios
- Guías de información estadística
- Anuarios
- Catálogos de bibliotecas

La biblioteca cuenta con una gran colección de bases de datos, entre las que se encuentran: Article First, CLASE: citas latinoamericanas en sociología y economía, International political science abstracts, Proquest Social Science Journals, Web of Science, Worldwide Political Science Abstracts, entre otras.

### Colección CIDOC
El Centro Intercultural de Documentación (Cidoc), en 1979 entregó al Colegio de México su biblioteca, que contenía alrededor de 7000 títulos en repartidos en las temáticas de iglesia y sociedad, historia eclesiástica, disciplina, administración y política eclesiástica, acción y reforma social, entre otras.
El catálogo de microfichas The History of Religiosity in Latin America ca. 1830-1970, fue creado a partir de la digitalización de alrededor de mil títulos de la colección Cidoc.

### Colección especial
En esta colección conserva al menos un ejemplar de:
- Toda obra editada por El Colegio de México
- Cada tesis presentada en la institución
- Fascículos publicados en los centros de estudio.

Además de lo anterior está conformada por obras publicadas en 1920 o antes, también resguarda libros con valor patrimonial o que necesitan un resguardo especial.

### Colección asiática y africana
Para la conformación de esta colección han sido de gran importancia los donativos de los programas Window on Korea (WOK) de la Biblioteca Nacional de Corea, Library Support Program de la Fundación Japón y diversos donativos de la embajada China.
Entre las lenguas asiáticas y africanas que conforman esta colección se encuentran el chino, árabe, coreano, japonés, hindi y suajili. Cubre temáticas como arte y literatura, economía, estudio y enseñanza del idioma, historia, política y sociedad de África, China, India, Japón, Medio Oriente y el Área del Pacífico.

### Publicaciones periódicas
La biblioteca está suscrita a 3500 títulos de publicaciones periódicas, de estas casi 300 se encuentran disponibles en texto completo en formato electrónico. Además, alrededor de 90 bases de datos dan acceso a aproximadamente 70 000 títulos de publicaciones periódicas en texto completo.

### Organismos internacionales
El Colegio de México es una de las instituciones gubernamentales que reciben publicaciones de la Organización de las Naciones Unidas (ONU), por lo que en esta colección resguarda esta información.
Sirve como depósito de documentos tanto oficiales como provisionales de las áreas de estudio de El Colegio, información producida por:
- Asamblea General
- Consejo de Administración Fiduciaria
- Consejo Económico y Social
- Consejo de Seguridad
- Secretaría General

En esta colección se resguardan también algunas publicaciones de las siguientes instituciones, a las cuales la biblioteca está adscrita:
- Banco Mundial
- Fondo Monetario Internacional
- Organización para la Cooperación y el Desarrollo Económico
- Organización de las Naciones Unidas para la Educación, la Ciencia y la Cultura
- Organización Mundial de la Salud

### Mapas
La colección de mapas contiene 800 mapas geográficos, históricos y políticos de todo el mundo. Además cuenta con múltiples atlas históricos, urbanos, lingüísticos, geográficos, estadísticos y etnográficos.

### Audiovisuales
La colección de alrededor de 8000 títulos de micropelículas contiene una colección en correspondencia diplomática de:
- 425 rollos de la Embajada de España en México sobre información relativa a los siglos XIX y XX
- 2059 rollos de los National Archives de Estados Unidos sobre América Latina
- 476 rollos del Foreign Office de Gran Bretaña sobre México

Asimismo cuenta con alrededor de 3000 tesis sobre América Latina.
Respecto a la colección de videocasetes contiene cursos elaborados por el Banco de México, además de material producido por el Colegio de México para el canal 11 y otros programas.

### Colecciones personales
- Alfonso Awed
- Ramón Beteta
- Daniel Cosío Villegas
- Gerard K Boon
- José Gaos
- Celestino Herrera Frimont
- Jacinto Huitrón
- Norma y Emile Jacobs
- Prodyot Mukherjee
- Carlos Pellicer
- Nicolás Pizzarro Suárez
- Tomás Segobia
- Pedro Urbano González de la Calle
- Palomo Valencia
- Eduardo Villaseñor
- Antonio Martínez Báez
- Gloria Ruíz de Bravo Ahuja
- Adriana Vidal de Vilalta

## Servicios
La biblioteca ofrece una amplia cantidad de servicios.

### Orientación y referencia
El servicio de orientación consiste en brindar información general sobre los servicios de la biblioteca y el uso del catálogo en el módulo de orientación.
El servicio de referencia proporciona atención especializada en temas específicos, enseña la utilización de los recursos electrónicos, da asesorías en la elaboración de bibliografías, entre otras cosas. Este servicio al contrario del anterior es proporcionado por bibliotecarios profesionales.

### Préstamo en sala
Este servicio se proporciona tanto interna de El Colegio de México (estudiantes, profesores, investigadores), como a la comunidad externa, es decir, el público en general.

### Préstamo a domicilio
Este servicios al igual que el anterior se proporciona a la comunidad de El Colegio y al público en general. Para que un usuario externo se lleve un préstamo a domicilio es indispensable que sea miembro de la biblioteca o bien pida un préstamo interbibliotecario en la institución a la que pertenezca.

### Préstamo interbibliotecario
La biblioteca tiene convenio de préstamo interbibliotecario con 231 instituciones mexicanas, entre las que se encuentran las bibliotecas de la Universidad Nacional Autónoma de México, la Universidad Iberoamericana, en Instituto Mora y el Banco de México. También es parte del proyecto de préstamo interbibliotecario México-Estados Unidos, con el cual se da acceso a las colecciones de University of Texas, Arizona State University, Texas A&M International University, entre otras.

### Acceso remoto
Este servicio permite a los usuarios del Colegio de México consultar los recursos de información electrónicos de forma remota.

### Reserva
La comunidad puede reservar las obras de la biblioteca que requieran para los cursos impartidos en los programas de estudio del Colegio de México.

### Reservas digitales
Este servicio debe ser solicitado por los profesores de El Colegio, consiste en colocar en una plataforma digital los textos que serán utilizados durante los cursos de los programas académicos.

### Fotocopiado
La biblioteca cuenta con un autoservicio de fotocopiado externo, en el que se adquiere una tarjeta de prepago y con esta el usuario saca sus copias en las fotocopiadoras ubicadas dentro de la biblioteca.

## Edificio
El edificio principal se ocupa desde 1976, tiene un espacio de 731.70 m² y una capacidad de almacenamiento de 2188 estantes. Debido a que la biblioteca ocupa su edificio principal desde los años 70, esta estaba llegando al límite de su capacidad. Desde el año 2003 fue evidente la saturación del acervo, por lo que Ario Garza Mercado fue el encargado de hacer un "Programa de Necesidad para la Ampliación de la Biblioteca de El Colegio de México, 2004-2024", pero no se realizaron acciones al respecto.

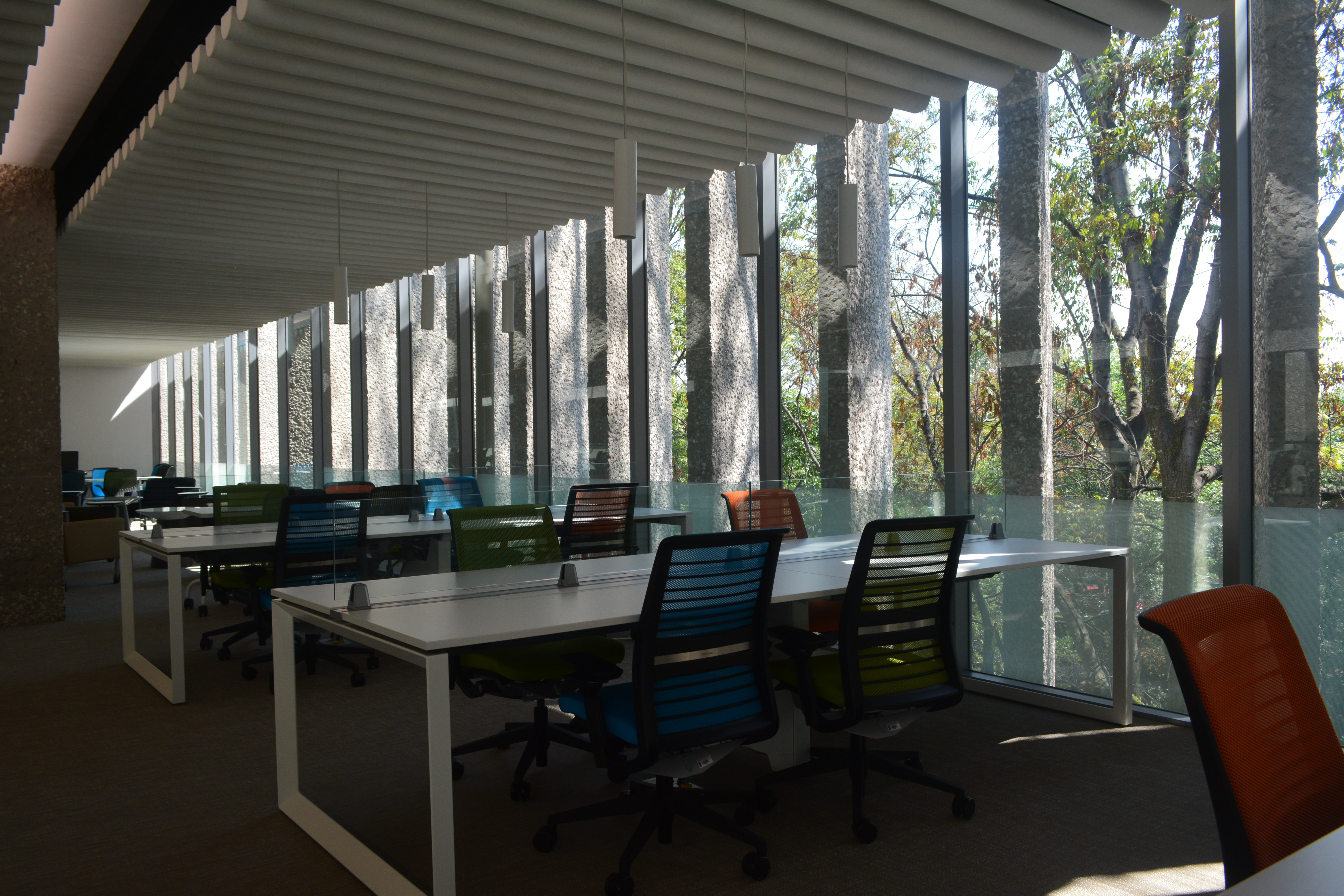
Edificio Mario Ojeda, anexo a la BDCV

La construcción del nuevo edificio Mario Ojeda Gómez, anexo al edificio principal de la BDCV, responde a la necesidad de continuar albergando las crecientes colecciones que resguarda la biblioteca.
A finales del 2012 el Colegio consiguió el financiamiento para llevar a cabo el proyecto, el doctor Javier Garciadiego invitó al arquitecto Teodoro González de León a hacerse cargo de este, quien aceptó el 16 de enero de 2013. Se tuvo como asesores a Michel Keller, Director del Academic Information Resources y Adán Griego, Subject specialist for Latin America. Ambos de la Universidad de  Stanford.
El nuevo edificio representa una ampliación de cuatro mil metros cuadrados distribuidos en cuatro niveles, un sótano, dos pisos con estantería y una planta principal que funciona como sala de lectura, consulta y trabajo en equipo. En la parte de arriba cuenta con una terraza que conecta al patio principal del Colegio.
Su nombre está dado en homenaje a Mario Ojeda Gómez, quien fue presidente del Colegio de 1985 a 1995, experto en teorías de relaciones internacionales y política exterior, además de director del Colmex. Dentro del Colegio Ojeda, también fue profesor, coordinador general y secretario general. Este nuevo edificio se encuentra inscrito en el registro de obras del patrimonio cultural y artístico de México.
Detalles adicionales se encuentran disponibles en La Biblioteca Daniel Cosío Villegas: preparada para el futuro
El nuevo edificio está planeado para albergar el acervo en crecimiento por al menos 23 años a partir de su inauguración.